# 阿瓜斯弗里亚斯
阿瓜斯弗里亚斯是巴西圣卡塔琳娜州的一个市镇。总面积75.162平方公里，总人口2551人，人口密度33.9人/平方公里。